# Aleuroviggianus graecus
Aleuroviggianus graecus là một loài côn trùng cánh nửa trong họ Aleyrodidae, phân họ Aleyrodinae.
Aleuroviggianus graecus được Bink-Moenen miêu tả khoa học đầu tiên năm 1992.